# Microcebus lehilahytsara
Microcebus lehilahytsara is een zoogdier uit de familie van de dwergmaki's (Cheirogaleidae). De wetenschappelijke naam van de soort werd voor het eerst geldig gepubliceerd door Roos & Kappeler in 2005.

## Beschrijving
Volgens genetische data is hij verwant aan de groep van de rode muismaki (M. rufus), de kleine dwergmuismaki (M. myoxinus), M. mittermeieri en M. berthae. De typelocatie is Andasibe (18° 55' ZB, 48° 25' OL) in de provincie Toamasina. Hij is tot nu toe alleen bekend van de typelocatie en het Nationaal Park Mantadia. De soortaanduiding is een combinatie van de Malagassische worden lehilahy (man) en tsara (goed) en verwijst naar Steven Goodman, die veel heeft gedaan voor de studie van de biodiversiteit van Madagaskar.

## Kenmerken
Naast M. berthae is M. lehilahytsara de kleinste primaat ter wereld. Het hoofd is 33 tot 35 mm lang, de kop-romplengte bedraagt 90 tot 92 mm. Ze wegen 38 tot 64 gram. Ze hebben een dichte en korte vacht, die over het algemeen lichtbruin is, maar crèmewit op de buik. Ook tussen de ogen zit een stukje wit. De staart is eenkleurig en wordt gebruikt om vet in op te slaan.